# Mistrovství světa v silniční cyklistice – silniční závod mužů do 23 let
Silniční závod mužů do 23 let se na mistrovství světa v silniční cyklistice jel poprvé v roce 1996.

## Medailisté
| Rok / místo           | Zlato                      | Stříbro                   | Bronz                                       |
| --------------------- | -------------------------- | ------------------------- | ------------------------------------------- |
| MS 1996 Lugano        | Giuliano Figueras (ITA)    | Roberto Sgambelluri (ITA) | Luca Sironi (ITA)                           |
| MS 1997 San Sebastián | Kurt Asle Arvesen (NOR)    | Óscar Freire (ESP)        | Gerrit Glomser (AUT)                        |
| MS 1998 Valkenburg    | Ivan Basso (ITA)           | Rinaldo Nocentini (ITA)   | Danilo Di Luca (ITA)                        |
| MS 1999 Verona        | Leonardo Giordani (ITA)    | Luca Paolini (ITA)        | Matthias Kessler (GER)                      |
| MS 2000 Plouay        | Jevgenij Petrov (RUS)      | Jaroslav Popovyč (UKR)    | Lorenzo Bernucci (ITA)                      |
| MS 2001 Lisabon       | Jaroslav Popovyč (UKR)     | Giampaolo Caruso (ITA)    | Ruslan Gryščenko (UKR)                      |
| MS 2002 Zolder        | Francesco Chicchi (ITA)    | Francisco Gutiérrez (ESP) | David Loosli (SUI)                          |
| MS 2003 Hamilton      | Sergej Lagutin (UZB)       | Johan Vansummeren (BEL)   | Thomas Dekker (NED)                         |
| MS 2004 Verona        | Konstantin Sivcov (BLR)    | Thomas Dekker (NED)       | Mads Christensen (DEN)                      |
| MS 2005 Madrid        | Dmytro Hrabovskyj (UKR)    | William Walker (AUS)      | Jevgenij Popov (RUS)                        |
| MS 2006 Salcburk      | Gerald Ciolek (GER)        | Romain Feillu (FRA)       | Alexandr Chatuncev (RUS)                    |
| MS 2007 Stuttgart     | Peter Velits (SVK)         | Wesley Sulzberger (AUS)   | Jonathan Bellis (GBR)                       |
| MS 2008 Varese        | Fabio Duarte (COL)         | Simone Ponzi (ITA)        | John Degenkolb (GER)                        |
| MS 2009 Mendrisio     | Romain Sicard (FRA)        | Carlos Betancur (COL)     | Jegor Silin (RUS)                           |
| MS 2010 Geelong       | Michael Matthews (AUS)     | John Degenkolb (GER)      | Guillaume Boivin (CAN) Taylor Phinney (USA) |
| MS 2011 Kodaň         | Arnaud Démare (FRA)        | Adrien Petit (FRA)        | Andrew Fenn (GBR)                           |
| MS 2012 Limburg       | Alexej Lucenko (KAZ)       | Bryan Coquard (FRA)       | Tom Van Asbroeck (BEL)                      |
| MS 2013 Florencie     | Matej Mohorič (SLO)        | Louis Meintjes (RSA)      | Sondre Holst Enger (NOR)                    |
| MS 2014 Ponferrada    | Sven Erik Bystrøm (NOR)    | Caleb Ewan (AUS)          | Kristoffer Skjerping (NOR)                  |
| MS 2015 Richmond      | Kévin Ledanois (FRA)       | Simone Consonni (ITA)     | Anthony Turgis (FRA)                        |
| MS 2016 Dauhá         | Kristoffer Halvorsen (NOR) | Pascal Ackermann (GER)    | Jakub Mareczko (ITA)                        |
| MS 2017 Bergen        | Benoît Cosnefroy (FRA)     | Lennard Kämna (GER)       | Michael Carbel (DEN)                        |
| MS 2018 Innsbruck     | Marc Hirschi (SUI)         | Bjorg Lambrecht (BEL)     | Jaakko Hänninen (FIN)                       |
| MS 2019 Yorkshire     | Samuele Battistella (ITA)  | Stefan Bissegger (SUI)    | Tom Pidcock (GBR)                           |
| MS 2020 Imola         | Nejelo se kvůli covidu-19  | Nejelo se kvůli covidu-19 | Nejelo se kvůli covidu-19                   |
| MS 2021 Lovaň         | Filippo Baroncini (ITA)    | Biniam Girmay (ERI)       | Olav Kooij (NED)                            |
| MS 2022 Wollongong    | Jevgenij Fjodorov (KAZ)    | Mathias Vacek (CZE)       | Søren Wærenskjold (NOR)                     |
| MS 2023 Glasgow       | Axel Laurance (FRA)        | António Morgado (POR)     | Martin Svrček (SVK)                         |
| MS 2024 Curych        | Niklas Behrens (GER)       | Martin Svrček (SVK)       | Alec Segaert (BEL)                          |

## Medailové pořadí zemí
(Po MS 2023)
| Pořadí | Země               | Zlato | Stříbro | Bronz | Celkem |
| ------ | ------------------ | ----- | ------- | ----- | ------ |
| 1      | Itálie             | 6     | 6       | 4     | 16     |
| 2      | Francie            | 5     | 3       | 1     | 9      |
| 3      | Norsko             | 3     | 0       | 3     | 6      |
| 4      | Ukrajina           | 2     | 1       | 1     | 4      |
| 5      | Kazachstán         | 2     | 0       | 0     | 2      |
| 6      | Německo            | 1     | 3       | 2     | 6      |
| 7      | Austrálie          | 1     | 3       | 0     | 4      |
| 8      | Nizozemsko         | 1     | 1       | 2     | 4      |
| 9      | Kolumbie           | 1     | 1       | 0     | 2      |
| 10     | Rusko              | 1     | 0       | 3     | 4      |
| 11     | USA                | 1     | 0       | 2     | 3      |
| 12     | Švýcarsko          | 1     | 0       | 2     | 3      |
| 13     | Slovensko          | 1     | 0       | 1     | 2      |
| 14     | Bělorusko          | 1     | 0       | 0     | 1      |
| 15     | Slovinsko          | 1     | 0       | 0     | 1      |
| 16     | Uzbekistán         | 1     | 0       | 0     | 1      |
| 17     | Belgie             | 0     | 2       | 1     | 3      |
| 18     | Španělsko          | 0     | 2       | 0     | 2      |
| 19     | Česko              | 0     | 1       | 0     | 1      |
| 20     | Portugalsko        | 0     | 1       | 0     | 1      |
| 21     | Jižní Afrika       | 0     | 1       | 0     | 1      |
| 22     | Eritrea            | 0     | 1       | 0     | 1      |
| 23     | Spojené království | 0     | 0       | 3     | 3      |
| 24     | Dánsko             | 0     | 0       | 2     | 2      |
| 25     | Rakousko           | 0     | 0       | 1     | 1      |
| 26     | Kanada             | 0     | 0       | 1     | 1      |
| 27     | Finsko             | 0     | 0       | 1     | 1      |
| 28     | USA                | 0     | 0       | 1     | 1      |